# فینال جام برندگان جام آسیا ۱۹۹۱
فینال جام برندگان جام آسیا ۹۱–۱۹۹۰ بین دو تیم باشگاه فوتبال پرسپولیس و المحرق برگزار شد و تیم پرسپولیس در مجموع دو بازی رفت و برگشت با تک گل محمدحسن انصاری‌فرد به پیروزی رسید و قهرمان اولین دوره مسابقات جام برندگان جام آسیا شد.

## جزئیات مسابقه
| تیم ۱  | نتیجه نهایی | تیم ۲    | بازی رفت | بازی برگشت |
| ------ | ----------- | -------- | -------- | ---------- |
| المحرق | ۱-۰         | پرسپولیس | ۰-۰      | ۱-۰        |

### بازی رفت
| المحرق | ۰–۰ | پرسپولیس |
| ------ | --- | -------- |
|        |     |          |

### بازی برگشت
| پرسپولیس              | ۱–۰        | المحرق |
| --------------------- | ---------- | ------ |
| محمدحسن انصاری‌فرد ۵۲' | خلاصه بازی |        |